# 4541 Mizuno
4541 Mizuno è un asteroide della fascia principale. Scoperto nel 1989, presenta un'orbita caratterizzata da un semiasse maggiore pari a 2,3791141 UA e da un'eccentricità di 0,0203510, inclinata di 4,78467° rispetto all'eclittica.